# Callas, Var
Callas là một xã, thuộc tỉnh Var trong vùng Provence-Alpes-Côte d’Azur, Pháp. Xã này có diện tích 49,26 km², dân số năm 2006 là 1759 người. Xã này nằm ở khu vực có độ cao từ 60-811 mét trên mực nước biển.

## Thông tin nhân khẩu
| Năm | 1866 | 1884 | 1892 | 1900 |
| --- | ---- | ---- | ---- | ---- |
| Dân số | 2006 | 1812 | 1523 | 1525 |
| From the year 1962 on: No double counting—residents of multiple communes (e.g. students and military personnel) are counted only once. |      |      |      |      |